# LawBreakers
LawBreakers, anteriormente conhecido como BlueStreak é um jogo de tiro em primeira pessoa, desenvolvido pela Boss Key Productions e publicado pela Nexon para PlayStation 4 e para Microsoft Windows (Steam). Inicialmente o jogo seria gratuito, depois a Boss Key Productions anunciou que o jogo seria pago e custaria 30 dólares.
Uma demonstração pública do jogo ocorreu no PAX East Gamer Festival 2016 em Boston.
LawBreakers iniciou testes Alpha e Beta fechados antes da liberação, em 30 de junho de 2017, a Boss Key lançou uma beta aberta no Steam que durou até 5 de julho. O jogo foi lançado no mundo todo em 8 de agosto de 2017. Os servidores foram fechados em 14 de setembro de 2018. 

## O Jogo
Duas equipes de cinco jogadores devem trabalhar juntas para completar o objetivo da partida, com um lado jogando como "Law" e o outro lado jogando como "Breakers". Embora as equipes não possam jogar como personagens do lado oposto, as funções escolhidas têm o mesmo equipamento e estilo de jogo independentemente da equipe.

### Modos de jogo

#### Overcharge
Um modo de captura-bandeira marcado com uma bandeira plantada no meio do mapa sob a forma de uma bateria. As equipes devem competir para pegar a bateria e depois levá-la de volta à sua base, onde deve ser defendida até atingir 100%, e mais 20 segundos para ganhar um ponto. No entanto, a bateria mantém sua carga, mesmo que seja roubada, de modo que uma equipe poderia carregar a bateria para completar 99%, então o inimigo poderia roubá-la e tomar o ponto depois de defender com sucesso a bateria com 100% de carga. A primeira equipe a marcar três pontos é a vencedora.

#### Uplink
Semelhante a sobrecarga, exceto que a bateria é substituída por uma antena parabólica. A porcentagem de upload não está vinculada ao próprio prato, mas ao progresso da equipe na defesa do uplink.

#### Turf War
Existem três pontos de captura espalhados entre o lado de cada equipe e o centro do mapa. Cada equipe deve limpar e segurar tantos pontos quanto possível até que a pontuação máxima seja alcançada. Uma vez que todos os três pontos em um mapa foram bloqueados, o número de pontos capturados por cada equipe é adicionado ao total e os pontos de captura são redefinidos para o controle neutro após 10 segundos.

#### Blitzball
Ambas as equipes devem competir para adquirir o Blitzball no centro do mapa. Uma vez que um personagem controla o Blitzball, eles devem correr com ele para um objetivo localizado na base inimiga para marcar um ponto. A primeira equipe a atingir o número máximo de pontos ganha. Se o transportador de bola for morto antes de marcar, a bola é descartada e pode ser pega por qualquer pessoa. Se a bola cai do palco ou não for apanhada após um longo período de tempo, a bola será reiniciada no centro do palco. Se o transportador de bola demorar demais para marcar, a bola explode e leva o transportador com ele, antes de reiniciar no centro do palco.